# Heterolocha phoenicotaeniata
Heterolocha phoenicotaeniata är en fjärilsart som beskrevs av Vincenz Kollar 1844. Heterolocha phoenicotaeniata ingår i släktet Heterolocha och familjen mätare. Inga underarter finns listade i Catalogue of Life.